# Zbigniew Kaszuba
Zbigniew Czesław Kaszuba (ur. 22 listopada 1944 w Dobiejewie) – polski działacz partyjny i samorządowy, inżynier, w latach 1973–1980 kolejno przewodniczący Prezydium Miejskiej Rady Narodowej, naczelnik oraz prezydent Gniezna.

## Życiorys
Syn Władysławy i Stanisława (1920–2000), jego ojciec był uczestnikiem II wojny światowej i naczelnikiem gminy Mieleszyn. Ukończył magisterskie studia inżynierskie, został jednym z założycieli i członkiem honorowym klubu piłkarskiego Mieszko Gniezno. Działacz Związku Młodzieży Socjalistycznej, był wiceprzewodniczącym gnieźnieńskiego zarządu miejskiego ZMS ds. młodzieży robotniczej oraz członkiem Wojewódzkiej Komisji Rewizyjnej zarządu wojewódzkiego ZMS. W 1967 wstąpił do Polskiej Zjednoczonej Partii Robotniczej, w pierwszej połowie lat 70. instruktor i członek egzekutywy Komitetu Powiatowego PZPR w Gnieźnie. W 1973 został wykładowcą w ramach szkolenia partyjnego. W lipcu 1973 objął stanowisko przewodniczącego prezydium tamtejszej Miejskiej Rady Narodowej, które następnie w grudniu 1973 zostało przekształcone w funkcję naczelnika miasta Gniezno i powiatu gnieźnieńskiego. Po reformie administracyjnej z 1975 przeszedł natomiast na fotel prezydenta miasta, który zajmował do grudnia 1980.